# Astéroïde kronocroiseur
Un astéroïde kronocroiseur est un astéroïde dont l'orbite croise celle de Saturne. Les astéroïdes kronocroiseurs numérotés sont listés ci-dessous (liste établie en 2005).  Au 15 mars 2020, 60 sont numérotés. Il n'y a qu'un frôleur-intérieur ((944) Hidalgo) et aucun frôleur-extérieur ou co-orbital connus ; la plupart, sinon la totalité, des kronocroiseurs sont des Centaures.

## Étymologie
Le préfixe krono- fait référence à Kronos (ou Cronos), fils d'Ouranos (le Ciel et la Vie) et Gaïa (la Terre). Kronos est le roi des Titans, l'époux de sa sœur Rhéa et le père de Zeus, Poséidon, Hadès, Héra, Déméter et Hestia. Il est souvent confondu avec son homophone Chronos (Χρόνος / Khrónos), divinité primordiale du temps dans les traditions orphiques. Il a été assimilé à Saturne dans la mythologie romaine, d'où le terme kronocroiseur. 
L'orthographe cronocroiseur est également possible. La forme *chronocroiseur est quant à elle fautive.

## Liste d'astéroïdes kronocroiseurs numérotés

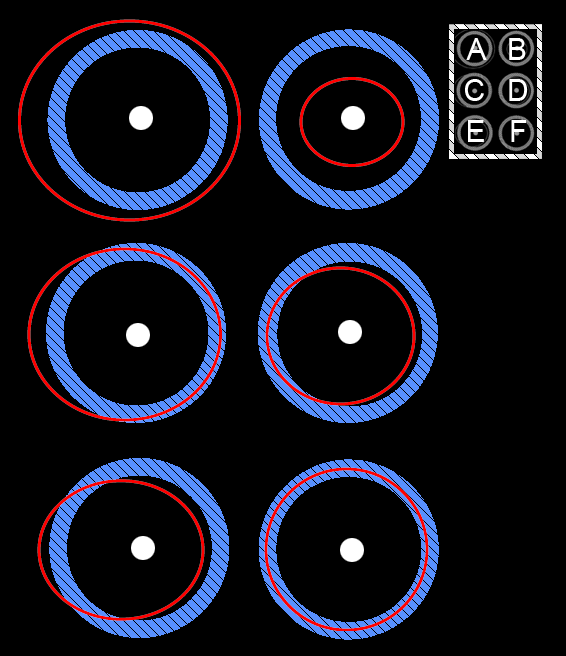
Frôleur-extérieur : C
Frôleur-intérieur (†) : D
Croiseur : E
Co-orbital : F

Notes : † frôleur-intérieur
- (944) Hidalgo †
- (2060) Chiron
- (5145) Pholos
- (5335) Damoclès
- (8405) Asbolos
- (15504) 1999 RG33
- (20461) Dioretsa
- (31824) Élatos
- (32532) Thérée
- (37117) Narcisse
- (52872) Ocyrhoé
- (60558) Échéclos
- (63252) 2001 BL41
- (65407) 2002 RP120
- (121725) Aphidas
- (241097) 2007 DU112
- (346889) Rhiphonos